# The Vanilla Tapes
The Vanilla Tapes – dysk zawierający utwory demo nagrane przez zespół The Clash. The Vanilla Tapes był roboczą wersją albumu London Calling (chociaż utwór „Remote Control” został wydany na debiutanckiej płycie grupy). Roadie Johnny Green został zobligowany do przekazania utworów producentowi London Calling, Guyowi Stevensowi. Jadąc pociągiem do studia, Green zasnął – po wyjściu z pociągu spanikował i pozostawił nagrania na stacji. Do marca 2004 nagranie było uznawane za zaginione, kiedy Mick Jones znalazł jedną z kopii w trakcie przeprowadzki.
Odnalezione przez Jonesa Vanilla Tapes zostały wydane jako dysk bonusowy do 25th Anniversary Legacy Edition albumu London Calling. Poligrafia do albumu informuje, że nagrano 37 utworów, na dysku znajduje się ich 21.

## Spis utworów
1. „Hateful”
2. „Rudie Can't Fail”
3. „Paul’s Tune” (Paul Simonon)
4. „I'm Not Down”
5. „Four Horsemen”
6. „Koka Kola, Advertising & Cocaine”
7. „Death or Glory”
8. „Lover's Rock”
9. „Lonesome Me” (The Clash)
10. „The Police Walked In 4 Jazz”
11. „Lost in the Supermarket”
12. „Up-Toon” (Instrumental)
13. „Walking the Slidewalk” (The Clash)
14. „Where You Gonna Go (Soweto)” (The Clash)
15. „The Man in Me” (Bob Dylan)
16. „Remote Control”
17. „Working and Waiting”
18. „Heart and Mind” (The Clash)
19. „Brand New Cadillac” (Vince Taylor)
20. „London Calling”
21. „Revolution Rock” (J. Edwards, D. Ray)